# Billy the Kid
Billy the Kid (nume la naștere Henry McCarty; n. 23 noiembrie 1859 - d. 14 iulie 1881), cunoscut și ca William H. Bonney, a fost un tâlhar și infractor american din Vestul Sălbatic, care a omorât opt oameni până la momentul când a fost împușcat și ucis la vârsta de 21 de ani.
S-a născut în cartierul irlandez din New York City.
El este cunoscut și pentru implicarea sa în Războiul Lincoln County din New Mexico, în timpul căruia ar fi comis trei crime.
McCarty a rămas orfan la vârsta de 15 ani. Prima sa arestare a fost pentru furtul de mâncare la vârsta de 16 ani, în 1875. Zece zile mai târziu, a jefuit o spălătorie chineză și a fost arestat din nou, dar a scăpat la scurt timp după aceea. A fugit din teritoriul New Mexico în teritoriul vecin Arizona, făcându-se atât un haiduc, cât și un fugar federal. În 1877, a început să-și spună „William H. Bonney”.
După ce a ucis un fierar în timpul unei altercații în august 1877, McCarty a devenit un bărbat căutat în Arizona și s-a întors în New Mexico, unde s-a alăturat unui grup de hoți de vite. A devenit bine cunoscut în regiune când s-a alăturat Lincoln County Regulators, un detașament angajat de autorități pentru a lua parte la Războiul din comitatul Lincoln din 1878. El și alți membri ai trupei au fost ulterior acuzați de uciderea a trei bărbați, inclusiv pe șeriful din comitatul Lincoln William J. Brady și pe unul dintre adjuncții săi.
Notorietatea lui McCarty a crescut în decembrie 1880, când Las Vegas Gazette, din Las Vegas, New Mexico, și The Sun, din New York City, au publicat povești despre crimele sale. Șeriful Pat Garrett l-a capturat pe McCarty mai târziu în aceeași lună. În aprilie 1881, McCarty a fost judecat și condamnat pentru uciderea lui Brady și a fost condamnat la spânzurare în luna mai a acelui an. El a evadat din închisoare pe 28 aprilie, ucigând doi adjuncți ai șerifului pentru a reuși aceasta și a evitat arestul timp de mai bine de două luni. Garrett l-a împușcat și ucis pe McCarty, pe atunci în vârstă de 21 de ani, în Fort Sumner, pe 14 iulie 1881.
În deceniile care au urmat morții sale, au sporit legendele că McCarty ar fi supraviețuit și mai mulți bărbați pretindeau că sunt acesta. Billy the Kid rămâne una dintre cele mai notorii figuri din epocă, a cărei viață și asemănare au fost adesea dramatizate în cultura populară a genului Western. A fost un rol în mai mult de 50 de filme și în mai multe seriale de televiziune.

## Tinerețea
Henry McCarty s-a născut din părinți de ascendență irlandeză catolică, Catherine (născută Devine) și Patrick McCarty, în New York City.
O teorie sugerează că s-a născut pe 17 septembrie 1859. A fost botezat „Patrick Henry McCarthy” în Biserica Sf. Petru din Manahttan pe 28 septembrie 1859.     În timp ce anul nașterii sale a fost confirmat ca fiind 1859, data exactă a nașterii sale a fost contestată fie ca 17 septembrie sau ca 23 noiembrie a acelui an. O scrisoare a unui oficial al Bisericii Sfântul Petru din Manhattan afirmă că deține documente care arată că McCarty a fost botezat acolo în 28 septembrie 1859. Arhivele recensământului indică că fratele său mai mic, Joseph McCarty, s-a născut în 1863.
După moartea soțului ei Patrick, Catherine McCarty și fiii ei s-au mutat la Indianapolis, Indiana, unde l-a cunoscut pe William Henry Harrison Antrim. Familia McCarty s-a mutat cu Antrim la Wichita, Kansas, în 1870. După ce s-a mutat din nou, câțiva ani mai târziu Catherine s-a căsătorit cu Antrim la 1 martie 1873, la Prima Biserică Presbiteriană din Santa Fe, teritoriul New Mexico; McCarty și fratele său Joseph au fost martori la ceremonie. La scurt timp după aceea, familia s-a mutat din Santa Fe în Silver City, New Mexico, iar Joseph McCarty a început să folosească numele Joseph Antrim. Cu puțin timp înainte ca mama lui McCarty, Catherine, să moară de tuberculoză, la 16 septembrie 1874, William Antrim i-a abandonat pe băieții McCarty, lăsându-i orfani.

### Primele infracțiuni
La doisprezece ani Billy era un frecvent vizitator al localurilor și un înrăit amator de jocuri de noroc. După ce a ucis un bărbat care îi insultase mama, iar la șaisprezece ani a fost închis pentru furt și a evadat, devenind hoț de vite în Arizona.

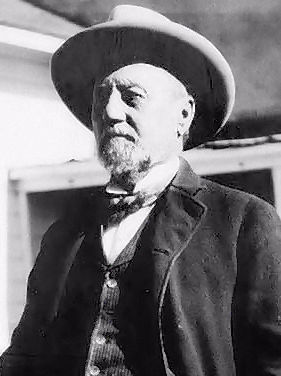
Henry Hooker, fost angajator al lui Billy the Kid, la ferma sa Sierra Bonita din sud-estul Arizonei

McCarty avea 14 ani când mama lui a murit. Sarah Brown, proprietara unei pensiuni, i-a oferit cazare și masă în schimbul muncii. Pe 16 septembrie 1875, McCarty a fost prins furând mâncare.  Zece zile mai târziu, McCarty și George Schaefer au jefuit o spălătorie chinezească, furând haine și două pistoale. McCarty a fost acuzat de furt și a fost închis. El a evadat două zile mai târziu și a devenit un fugar, după cum a relatat Silver City Herald a doua zi, în prima știre publicată despre el. McCarty și-a găsit tatăl vitreg și a rămas cu el până când Antrim l-a dat afară; McCarty a furat haine și arme de la acesta. A fost ultima dată când cei doi s-au văzut.
După ce a părăsit Antrim, McCarty a călătorit în sud-estul teritoriului Arizona, unde a lucrat ca ajutor la o fermă și și-a pariat salariile în casele de jocuri și pariuri din apropiere. În 1876, a fost angajat pe același post de bine-cunoscutul fermier Henry Hooker.  În acest timp, McCarty a făcut cunoștință cu John R. Mackie, un infractor de origine scoțiană și fost soldat al cavaleriei americane care, după lăsarea sa la vatră, a rămas lângă postul armatei americane la Camp Grant din Arizona. Cei doi bărbați au început curând să fure cai de la soldații locali.  McCarty a devenit cunoscut sub numele de „Kid Antrim” datorită tinereții, constituției ușoare, aspectului bărbierit și personalității sale. 
La un moment dat în 1877, McCarty a început să se refere la sine sub numele de „William H. Bonney”. Pe 17 august 1877, McCarty se afla într-un salon din satul Bonita când s-a certat cu Francis P. „Windy” Cahill, un fierar care, l-ar fi agresat pe McCarty și l-ar fi numit de mai multe ori „proxenet”. La rândul său, McCarty l-a numit pe Cahill nenorocit („son of a bitch”), după care Cahill l-a aruncat pe McCarty pe podea și cei doi s-au luptat pentru revolverul lui McCarty. McCarty l-a împușcat și l-a rănit de moarte pe Cahill. Un martor a spus: „[Billy] nu a avut de ales; a trebuit să-și folosească egalizatorul”. Cahill a murit a doua zi.  McCarty a fugit, dar s-a întors câteva zile mai târziu și a fost reținut de Miles Wood, judecătorul de pace local. McCarty a fost reținut și ținut în casa de pază de la Camp Grant, dar a scăpat înainte ca forțele de ordine să poată sosi la fața locului.
McCarty a furat un cal și a fugit din teritoriul Arizona către teritoriul New Mexico, dar apașii i-au luat calul, obligându-l să meargă multe mile până la cea mai apropiată așezare. La Fort Stanton din Pecos Valley, McCarty — înfometat și aproape mort — s-a dus la casa lui John Jones, prietenul său și membru al bandei Seven Rivers Warriors, a cărui mamă Barbara l-a ajutat să se însănătoșească.  După ce și-a recăpătat sănătatea, McCarty s-a dus la Apache Tejo, un fost post al armatei, unde s-a alăturat unei trupe de hoți care atacau turmele deținute de magnatul de vite John Chisum în comitatul Lincoln. După ce McCarty a fost văzut în Silver City, implicarea lui în bandă a fost menționată într-un ziar local.

## Războiul din comitatul Lincoln

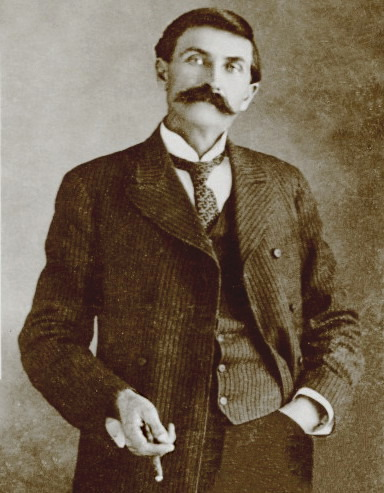
Șeriful Pat Garrett este cel care l-a împușcat mortal pe Billy

În toamna anului 1877 a apărut în comitatul Lincoln din New Mexico, ca membru al bandei condusă de James J. Dolan, omul de ordine al maiorului Murphy, ulterior schimbând anturajul și devenind unul dintre apropiații rancherului John Henry Tunstall. La 18 februarie 1878 a asistat la asasinarea acestuia, eveniment care a declanșat războiul din comitatul Lincoln. 
Cu sprijinul mai-marilor ținutului a pornit campania pentru pedepsirea ucigașilor lui Tunstall și a fost unul din cei șase pistolari care l-au ucis la 1 aprilie pe șeriful Brady. Supraviețuitor al războiului de stradă cu facțiunea rivală și al intervenției militare în Lincoln, Billy și-a dus propriul război. În luna august, în cursul unor tratative cu guvernatorul teritorial Lew Wallace a refuzat propunerea acestuia de a se preda, convins că în momentul în care va lăsa armele din mâini va fi ucis fără judecată de către autoritățile reprezentate chiar de membrii celeilalte facțiuni.

## Proscrisul devine desperado
Fiind proscris în întregul teritoriu, s-a întors la furtul de vite. Măsurile împotriva lui nu au întârziat și după ce unul dintre tovarășii lui a fost ucis într-o ciocnire cu autoritățile la Fort Sumner în 24 decembrie 1880, Billy și alți trei s-au predat. Judecat la Mesilla în aprilie, a fost învinuit de uciderea șerifului Brady și condamnat la moarte, sentința urmând a fi executată prin spânzurătoare la 13 mai, în Lincoln. Transportat aici, el a rămas închis până la 28 aprilie. Se afla sub paza ajutorului de șerif J. W. Bell, când a pus mâna pe arma cu două țevi a acestuia, doborându-l cu un singur foc. În acel moment, un al doilea ajutor de șerif, Bob Ollinger, aflat peste drum în Mexican Saloon s-a năpustit în stradă, dar a încasat a doua încărcătură din arma brigandului. 

## Notă explicativă
1. ↑  Scrisoare a reverendului James B. Roberts, Biserica Sf. Petru, New York City, către Jack DeMattos, 24 martie 1979. [18]